# Чили на летних Олимпийских играх 1948
Команда Чили принимала участие в Летних Олимпийских играх 1948 года в Лондоне (Великобритания) в седьмой раз за свою историю, но не завоевала ни одной медали. В составе команды 54 спортсмена, 50 мужчин и 4 женщины, приняли участие в 31 соревновании по 9 видам спорта:
- бокс
- прыжки в воду
- велоспорт
- фехтование
- современное пятиборье: Нило Альфредо Флуди Бакстон — 9 место,
- стрельба (пистолет 50 м и 25 м)
- лёгкая атлетика: 4 женщины чилийской сборной это бегуньи Бетти Кречмер[2], Аннегрет Веллер-Шнайдер, Марион Хубер фон Аппельн, Адриана Миллард Пачеко,
- водное поло: проиграли сборным Индии (7:4) и Нидерландов (14:0) в отборочном туре,
- баскетбол (мужчины):

Предварительный раунд (группа B)
Победили Китай (44-39)
Победа над Ираком (100-18)
Победили Филиппины (68-39)
Проиграли Бельгии (36-38)
Проиграли Южной Корее (21-28)
Четвертьфинал
Проиграли Франции (52-53)
Классификационные матчи
5/8 место: Победили Чехословакию (38-36)
5/6 место: Проиграли Уругваю (32-50) → Шестое место